# Linhartovy
Linhartovy (niem. Geppersdorf) – wieś, będąca obecnie częścią Města Albrechtic, położona w powiecie Bruntál, w kraju morawsku-śląskim, a historycznie na Czeskim Śląsku.

## Położenie
Linhartovy leżą przy rzece Opawica (czes. Opavice, niem. Goldoppa), która w tym miejscu tworzy granicę z Polską. 

## Historia
Pierwsza wzmianka o miejscowości pochodzi z XIV wieku. W 1742 roku po wojnach śląskich miejscowość została podzielona między Królestwo Prus a państwo Habsburgów - dawna pruska część to położona po drugiej stronie Opawicy polska wioska Lenarcice. 
W 1834 roku istniało tutaj 42 domów z 327 mieszkańcami. W 1930 roku liczba domów zwiększyła się do 64 a ludności do 365. Większość zajmowała się rolnictwem, niektórzy pracowali na kolei lub w fabrykach w Krnovie. Aż do 1945 roku znaczna większość mieszkańców była Niemcami.

## Zabytki
- pałac, wybudowany w XVI wieku w miejscu dawnego zamku. Od XIX wieku w rękach rodziny Oppersdorffów, a następnie bogatych rodzin z Krnova. W 1943 zamieniony na wojskowy szpital, został częściowo uszkodzony przez pożar. Po 1945 roku upaństwowiony; obecnie należy do gminy i po remontach służy jako muzeum,
- empirowy kościół Podwyższenia Krzyża Świętego z XIX wieku.

## Komunikacja i transport
Obok wsi biegnie droga krajowa nr 57. Znajduje się także przystanek kolejowy na linii Głuchołazy-Krnov.

## Osoby urodzony w Linhartovach
- Leopold von Sedlnitzky - biskup wrocławski w latach 1836-1840.

## Galeria

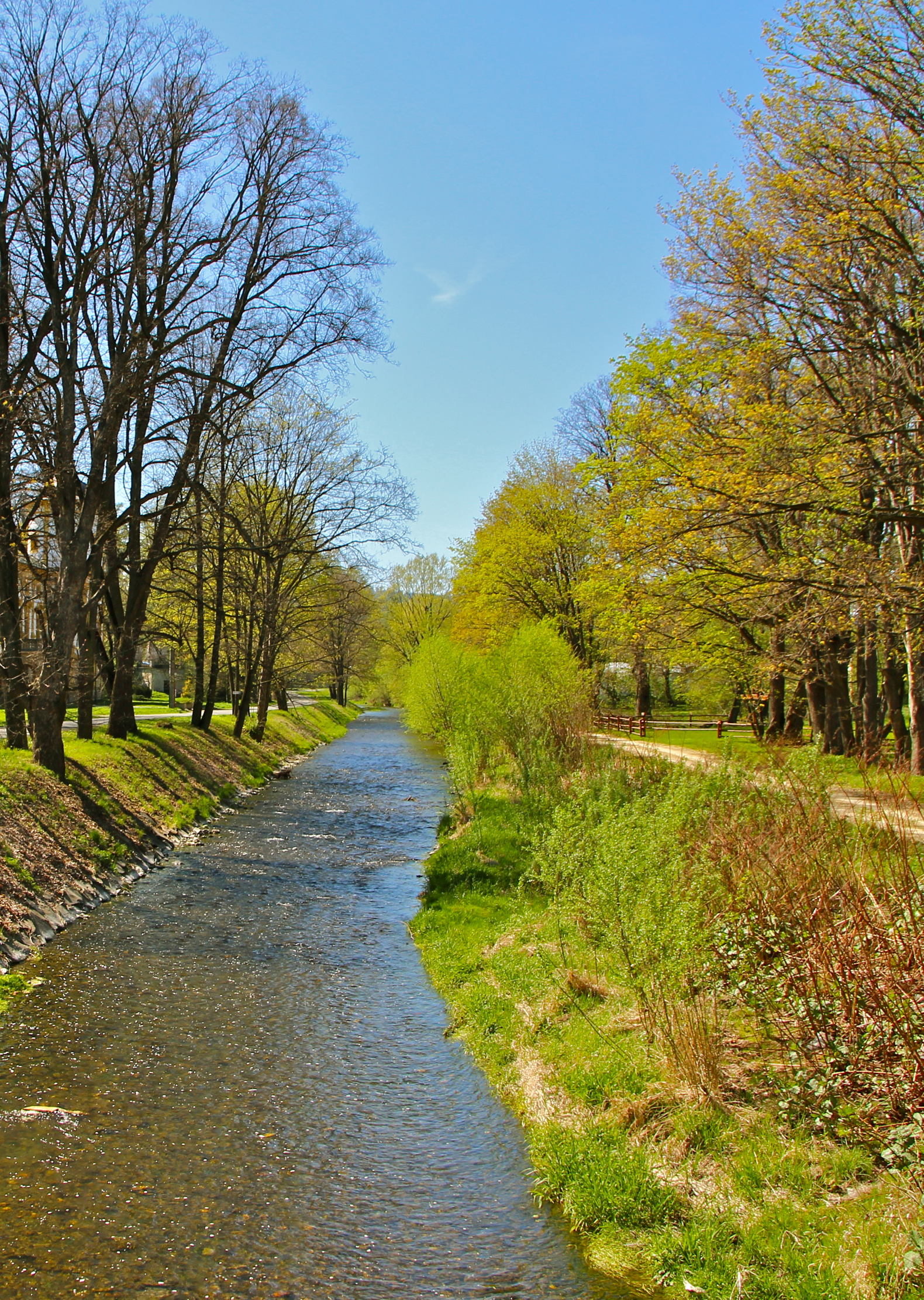
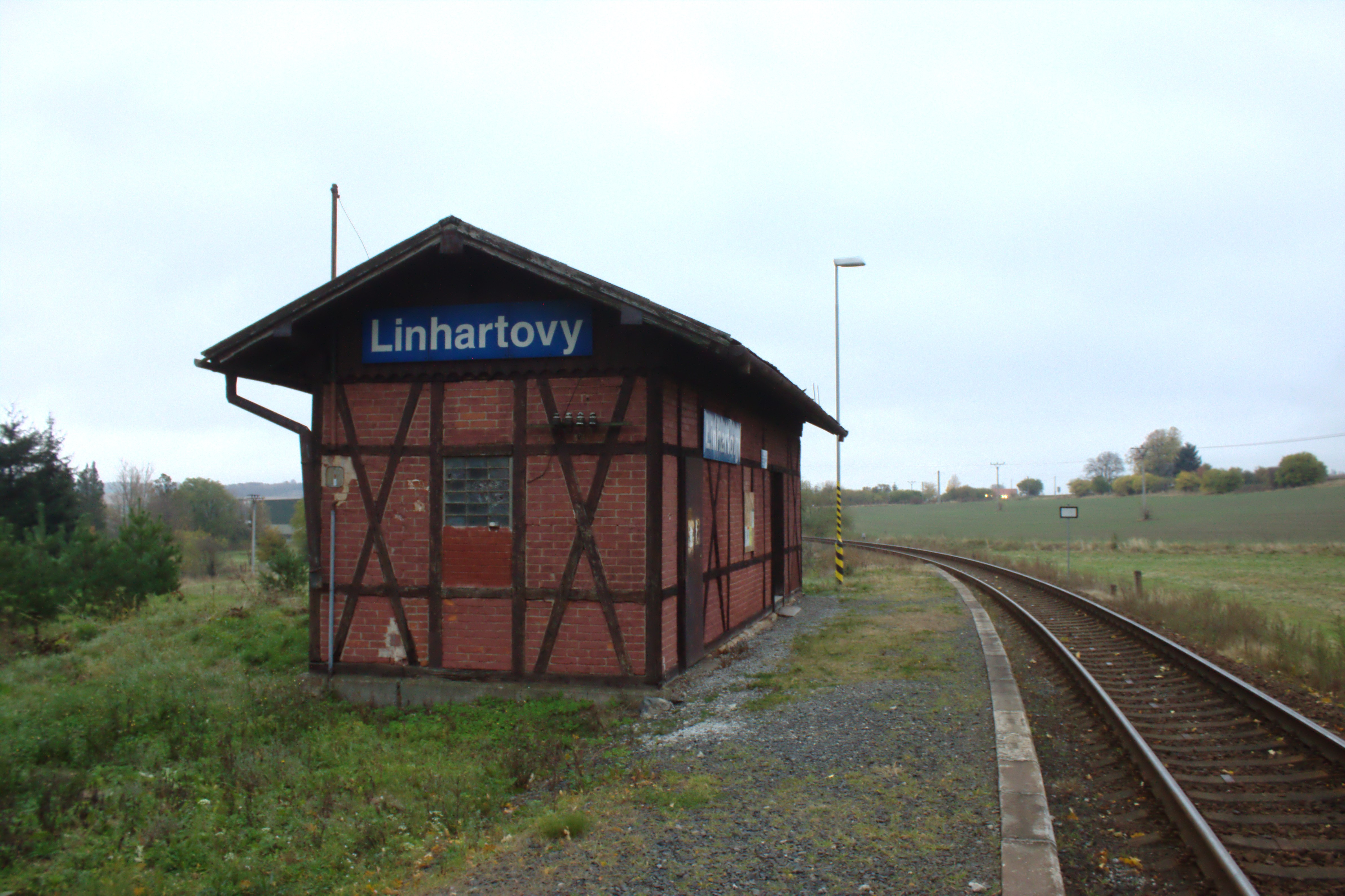
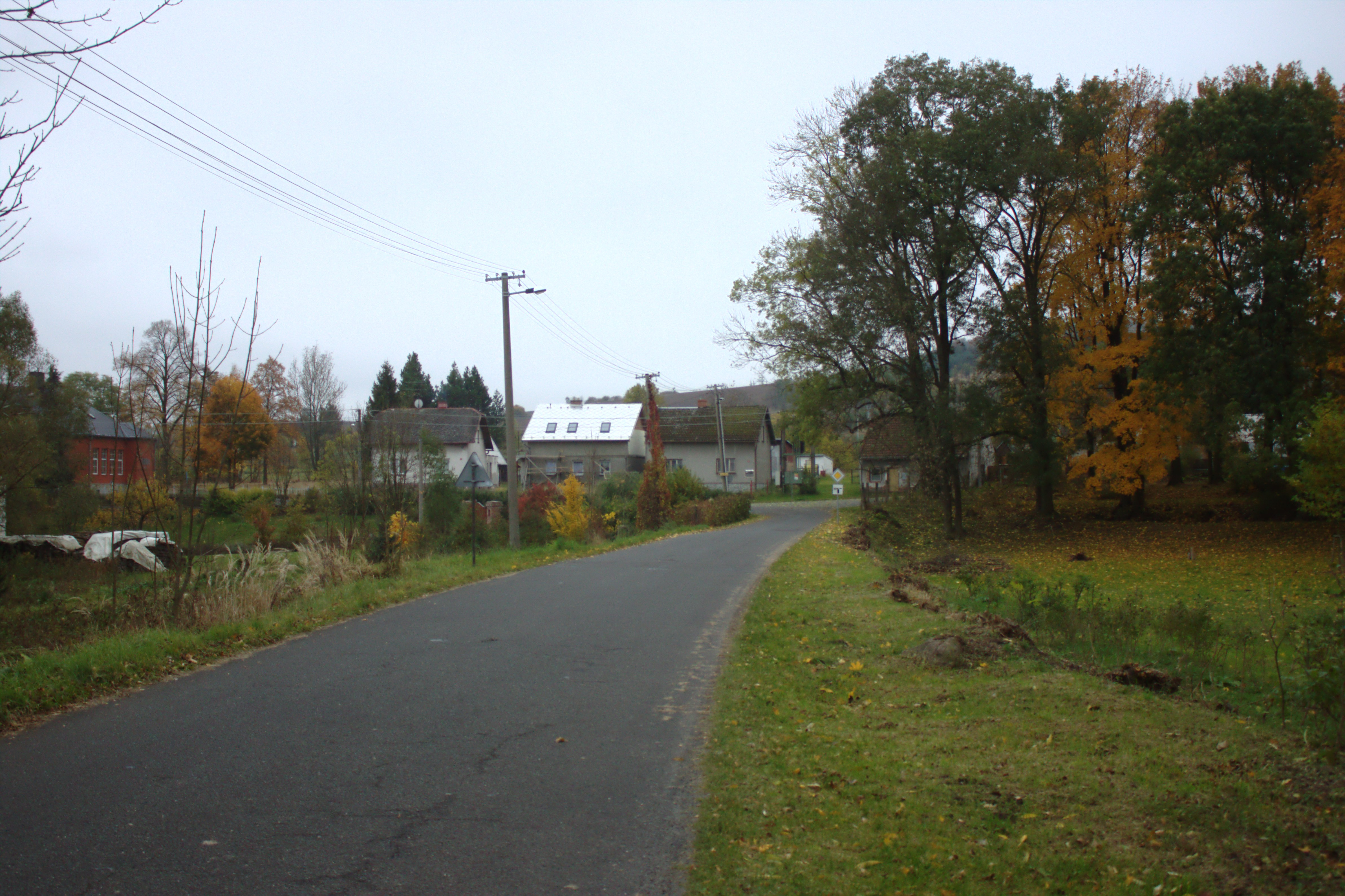
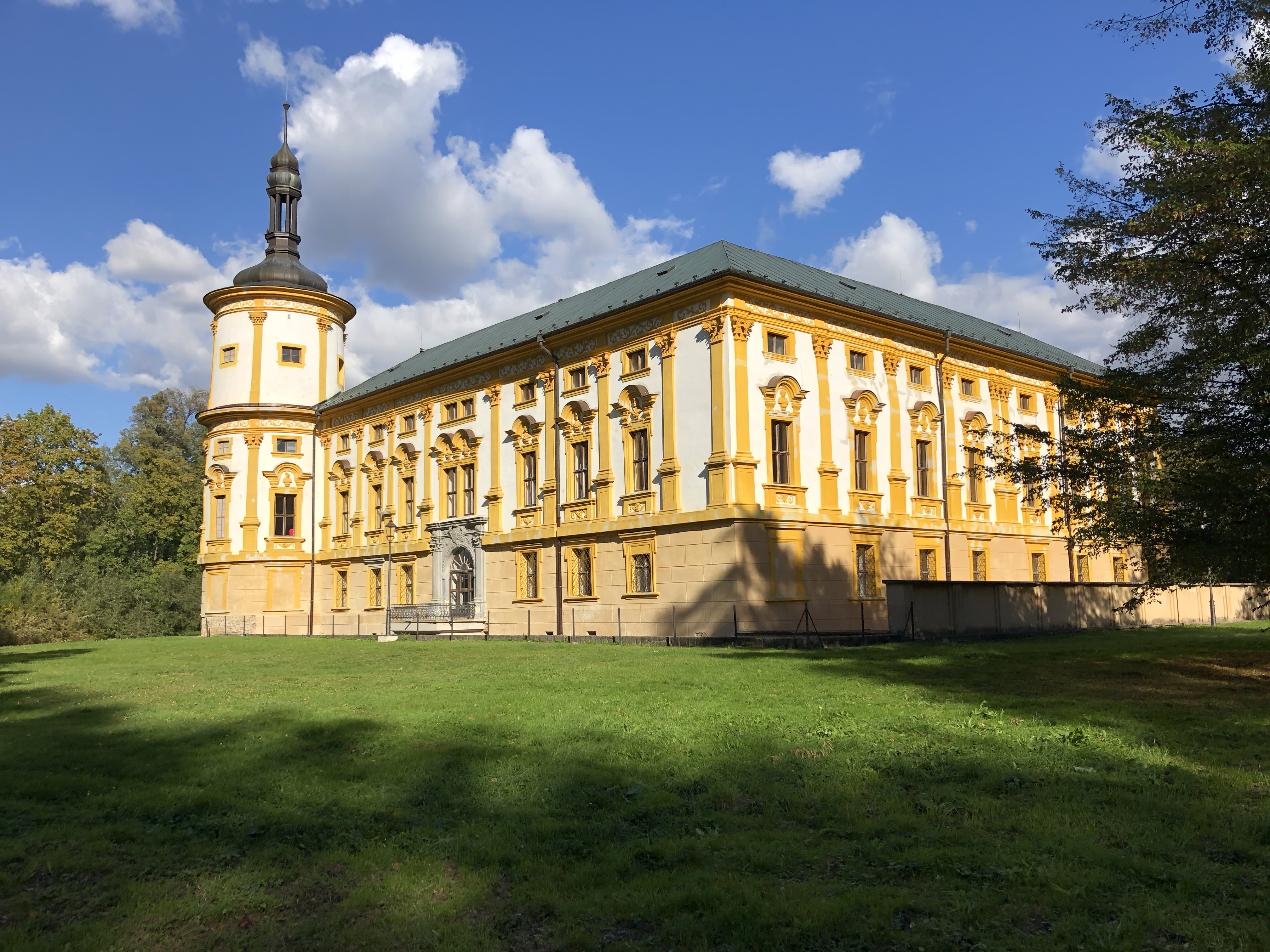